# Йосиф Крупнишки
Йосиф Крупнишки е български средновековен духовник от XV век, епископ на Крупнишката епархия. В 1469 година епископ Йосиф участва в пренасянето на мощите на Свети Иван Рилски от Търново в Рилския манастир.